# Эванс (мыс)
Эванс (англ. Cape Evans) — скалистый мыc в проливе Мак-Мердо на западной стороне острова Росса близ берегов Антарктиды, образует северную сторону Бухты Эребуса.

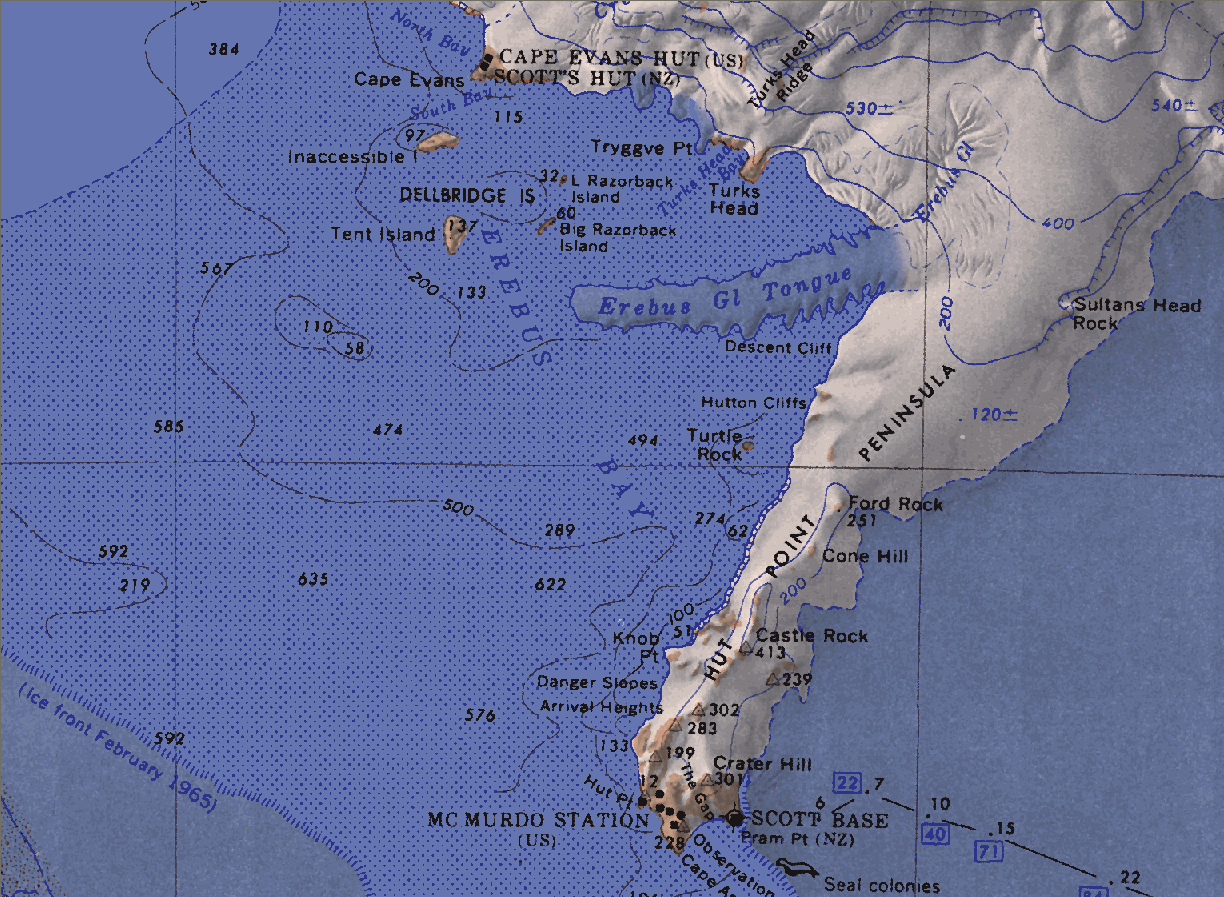
Карта острова Росса и расположение мыса Эванс

Мыс был открыт экспедицией «Дискавери» (1901—1904) под руководством Роберта Скотта, который назвал его Skuary. Во время второй экспедиции Скотта «Терра Нова» (1910—1913), мыс был переименован и назван в честь лейтенанта Королевского флота и заместителя главы экспедиции Эдварда Эванса. Здесь было возведено строение, являвшееся штабом экспедиции. Эту постройку также использовали в качестве базы члены партии моря Росса Имперской трансантарктической экспедиции (1914—1917) под руководством сэра Эрнеста Шеклтона. Постройка сохранилась до сих пор и известна как Хижина Скотта (англ. Scott's Hut).
С 1987 по 1992 год на мысе находилась база Уорлд-Парк-Бейс — круглогодичная антарктическая станция международной неправительственной экологической организации «Гринпис».
Мыс Эванс является «важным историческим наследием, связанным с первыми шагами человека в Антарктике, символом героической эпохи её исследования». Этот район в 1997 году внесён в список Особо охраняемых районов Антарктиды (ООРА № 155). В районе действует множество ограничений и правил пребывания в нём людей. C 1972 года Хижина Скотта и крест, установленный в память о трёх погибших во время Имперской трансантарктической экспедиции, внесены в список исторических мест и памятников Антарктики. Также в охраняемом районе находится два якоря с судна «Аврора» Имперской трансантарктической экспедиции, два сарая для инструментов, несколько складов для хранения припасов и некоторое число собачьих будок. Также по большой площади территории разбросаны другие многочисленные мелкие артефакты.